# SMS Cöln (croiseur, 1916)
Pour les autres navires du même nom, voir SMS Cöln.
Le SMS Cöln est un croiseur léger, navire de tête de sa classe construit pour la Kaiserliche Marine pendant la Première Guerre mondiale. Il a été nommé d'après le croiseur léger SMS Cöln, coulé lors de la bataille de Heligoland en août 1914.
Construit par le constructeur naval Blohm & Voss de Hambourg, le premier navire de sa classe est lancé le 5 octobre 1916 et mis en service plus d'un an plus tard, en janvier 1918. Il est avec le Dresden le seul croiseur de sa classe construit pour la Kaiserliche Marine ; ses huit autres sister-ships sont mis à la casse avant leurs achèvements. Ils ont été conçus et améliorés d'après les navires de la classe Königsberg.
Après sa mise en service et une campagne d’essais à la mer, il est affecté au 2e groupe de reconnaissance en mai 1918 et y restera jusqu'à la fin de la guerre. Après l’armistice, le Cöln va partager le sort de bien des navires allemands de la Kaiserliche Marine et être interné à Scapa Flow. Le 21 juin 1919, sur les ordres du Konteradmiral Ludwig von Reuter, il se saborde avec les autres unités de la Hochseeflotte et coule. Le navire gît toujours au fond de la mer et n'a pas été renfloué, contrairement à d'autres navires allemands.

## Historique
Après leur mise en service sous le commandement d'Erich Raeder (17 janvier 1918 - octobre 1918), les Cöln et Dresden rejoignent la Hochseeflotte. Ils ont été affectés au 2e groupe de reconnaissance le 13 mai 1918, aux côtés des croiseurs Königsberg, Pillau, Graudenz, Nürnberg et Karlsruhe. Le Cöln prend part aux opérations majeures de la flotte en Norvège du 23 au 24 avril 1918, notamment en traquant les navires alliés transitant dans l'Atlantique. Les 1er et 2e groupe de reconnaissance chargés de localiser un convoi britannique ont fini par interrompre l'opération après s'être aperçu qu'aucun convoi ne transitait dans la zone.
Le 19 juillet 1918, il participe à l’attaque contre les forces de protection du porte-aéronef HMS Furious qui se solde par un échec. Le mois suivant, il mouille des mines, avant de subir des réparations entre mi-septembre et mi-octobre. Le même mois, les deux sister-ships et le reste du groupe de surveillance devaient mener une dernière attaque contre la marine britannique. Les Cöln, Dresden, Pillau et Königsberg avaient pour objectif d'attaquer la marine marchande dans l'estuaire de la Tamise, tandis que le reste du groupe devait bombarder des cibles en Flandre pour attirer la Royal Navy. Le Großadmiral Reinhard Scheer, commandant en chef de la flotte, avait l'intention d'infliger le plus de dégâts possible à la marine britannique, afin de garantir une meilleure position de négociation pour l'Allemagne, quel que soit le coût pour la flotte. Le matin du 29 octobre 1918, l'ordre fut donné de quitter Wilhelmshaven le lendemain. À partir de la nuit du 29 octobre, une mutinerie éclate, obligeant Hipper et Scheer à annuler l'opération.
Après la capitulation de l'Allemagne en novembre 1918, la plupart des navires de la Hochseeflotte, sous le commandement du contre-amiral Ludwig von Reuter, ont été internés dans la base navale britannique de Scapa Flow. Malgré un problème de turbine signalé par son commandant de bord, le Cöln atteint la base britannique, accompagné d'un croiseur léger venu l'assister si nécessaire d'un remorquage. Il est le dernier navire allemand a atteindre Scapa Flow. L'ordre lui est donné par l'amiral von Reuter de se saborder le 21 juin 1919 à 11 h 20. Le navire sombre à 13 h 50. 
Le navire gît toujours au fond de la mer et n'a pas été renfloué, contrairement à d'autres navires allemands. Le Cöln est l’épave la mieux conservée des grosses unités présentes à Scapa Flow. Elle repose sur tribord par 34 mètres de fond.
En 2017, des archéologues sous-marins du Orkney Research Center for Archaeology ont mené des enquêtes approfondies sur le Cöln et neuf autres épaves de la région, dont six autres navires de guerre allemands et trois britanniques. Les archéologues ont cartographié les épaves à l'aide d'un sonar et les ont examinées à l'aide d'un ROV dans le cadre d'une étude visant à déterminer le degré de détérioration des épaves.